# Лодениус, Петер
Петер Лодениус (швед. Peter Lodenius; 1942, Хельсинки — 25 ноября 2018, Хельсинки, Финляндия) — финский шведоязычный журналист, писатель, публицист, доктор философии.

## Биография
С 1973 по 2007 год работал штатным журналистом, а также главным редактором «Ny Tid», заложив основы шведоязычной журналистики Финляндии. Освещал вопросы международной политики.
Скончался в воскресенье вечером 25 ноября 2018 года, после болезни, у себя дома.
Был женат. Дочь — Лаура Лодениус.